# Ray Gilbert
Ray Gilbert (Hartford, 5 de setembro de 1912 – Los Angeles, 3 de março de 1976) foi um letrista
estadunidense mais conhecido por escrever as letras da música ganhadora do Oscar "Zip-A-Dee-Doo-Dah" do filme da Disney, de 1946, A Canção do Sul. Suas outras músicas incluem "You Belong to My Heart", "Sooner or Later", "Casey at the Bat" e o clássico de Andy Williams "...And Roses and Roses". 

## Biografia
Nascido em Connecticut e criado em Chicago, a carreira de Gilbert teve início quando ele ainda era adolescente, vendendo músicas fora das casas noturnas de Chicago, onde um de seus primeiros grandes sucessos foi gravado pela cantora Sophie Tucker. Além de A Canção do Sul, ele escreveu música para vários filmes animados da Disney. Gilbert trabalhou com Carmen Miranda por mais de uma década, fornecendo material para seus filmes e shows ao vivo, incluindo o clássico "Cuanto Le Gusta". Mais tarde, Gilbert foi convidado a escrever a letra em inglês de "Dindi" de Antônio Carlos Jobim e Aloysio de Oliveira, lançando uma colaboração que se estenderia a outros compositores brasileiros e alimentaria a mania da bossa nova dos anos 60. 
Além de Jobim, os muitos colaboradores de Gilbert incluíram Allie Wrubel, Lou Jacobs e Hoagy Carmichael. Suas letras foram cantadas pelas Andrews Sisters, Bing Crosby, Nat King Cole, Perry Como, Ella Fitzgerald e muitos outros. 
Em 1962, Gilbert casou-se com a atriz Janis Paige, que apareceu em The Pajama Game e Mame na Broadway, nos filmes Silk Stockings e Please Don't Eat the Daisies. 
Ray Gilbert morreu em Los Angeles em 1976. Ele é pai da atriz e cantora Joanne Gilbert. 